# Laguna (Filipinas)
Laguna é um província de  primeira classe de renda da província (d) na região Calabarzon (Região IV-A), nas Filipinas. De acordo com o censo de 1 de maio  de  2020 possui uma população de 3 382 193 pessoas e 915 398 domicílios.
A sua capital é Santa Cruz.

## Subdivisões
Municípios
- Alaminos
- Bay
- Calauan
- Cavinti
- Famy
- Kalayaan
- Liliw
- Los Baños
- Luisiana
- Lumban
- Mabitac
- Magdalena
- Majayjay
- Nagcarlan
- Paete
- Pagsanjan
- Pakil
- Pangil
- Pila
- Rizal
- Santa Cruz
- Santa Maria
- Siniloan
- Victoria

Cidades
- Biñan
- Cabuyao
- Calamba
- San Pablo
- San Pedro
- Santa Rosa